# Єдина всеросійська організація сіоністської молоді
Єдина всеросійська організація сіоністської молоді — молодіжна єврейська організація. Виникла 1924 унаслідок злиття Організації сіоністської молоді зі студентськими сіоністськими організаціями Гістадрут та Геховер, ч. членів організації Гашомер гацоїр («біло-блакитними»), гуртком «Кизимо». Кінцевою метою ЄВОСМ було створення єврейської держави в Палестині на загальнодемократичних засадах. Як і партія сіоністів-трудовиків, ЄВОСМ виступала за національно-персональну автономію для всіх євреїв в СРСР, залучення їх до продуктивної праці, вільну еміграцію до Палестини. Мала керівний центр, районні та місцеві організації. В середині 1920-х рр. в УСРР 150 осередків об'єднували бл. 1,5 тис. осіб. ЄВОСМ проводила збори й демонстрації, розповсюджувала листівки. ЦК ЄВОСМ видавав журнали «Іді ес» та «Деркейн». У своїх виданнях ЄВОСМ різко засуджувала політику РКП(б) та Російської ленінської комуністичної спілки молоді (з 1926 — Всесоюзна ленінська комуністична спілка молоді). Під сильним впливом ЄВОСМ перебували спортивне товариство «Маккабі» та екон. організація «Гехолуц». Проводила культурно-просвітницьку роботу при синагогах, школах та ін. установах з вивчення історії давньоєврейського народу. Діяльність остаточно припинена 1934.